# Seinäjoen Jalkapallokerho 2016

## Stagione
Nella stagione 2016 l'SJK ha disputato la Veikkausliiga, massima serie del campionato finlandese di calcio, terminando il torneo al terzo posto con 57 punti conquistati in 33 giornate, frutto di 17 vittorie, 6 pareggi e 10 sconfitte. In Liigacup ha vinto il proprio girone e si è qualificato per la finale dove è stato sconfitto dopo i tiri di rigore dal Lahti. In Suomen Cup è sceso in campo a partire dal quinto turno, raggiungendo la finale e vincendo il trofeo per la prima volta nella sua storia, sconfiggendo l'HJK dopo i tiri di rigore, e guadagnando così l'accesso al primo turno preliminare della UEFA Europa League 2017-2018. Ha partecipato alla UEFA Champions League 2016-2017 come vincitore della Veikkausliiga 2015, accedendo al secondo turno di qualificazione e venendo subito eliminato dai bielorussi del BATĖ.

## Organico

### Rosa
| N. |                        | Ruolo | Calciatore         |
| -- | ---------------------- | ----- | ------------------ |
| 1  | Finlandia (bandiera)   | P     | Jere Koponen       |
| 3  | Finlandia (bandiera)   | D     | Juhani Ojala       |
| 4  | Galles (bandiera)      | D     | Richie Dorman      |
| 5  | Finlandia (bandiera)   | D     | Henri Aalto        |
| 6  | Finlandia (bandiera)   | C     | Matej Hrádecký     |
| 7  | Finlandia (bandiera)   | D     | Timo Tahvanainen   |
| 8  | Finlandia (bandiera)   | C     | Johannes Laaksonen |
| 9  | Finlandia (bandiera)   | C     | Jussi Vasara       |
| 10 | Finlandia (bandiera)   | A     | Aleksej Erëmenko   |
| 10 | Inghilterra (bandiera) | A     | Billy Ions         |
| 11 | Camerun (bandiera)     | A     | Ariel Ngueukam     |
| 13 | Finlandia (bandiera)   | A     | Roope Riski        |
| 14 | Finlandia (bandiera)   | A     | Toni Lehtinen      |
| 15 | Finlandia (bandiera)   | C     | Matti Klinga       |
| 16 | Estonia (bandiera)     | A     | Tarmo Kink         |

| N. |                           | Ruolo | Calciatore         |
| -- | ------------------------- | ----- | ------------------ |
| 17 | Finlandia (bandiera)      | D     | Teemu Penninkangas |
| 18 | Finlandia (bandiera)      | D     | Jarkko Hurme       |
| 19 | Finlandia (bandiera)      | A     | Youness Rahimi     |
| 21 | Andorra (bandiera)        | D     | Marc Vales         |
| 24 | Spagna (bandiera)         | D     | Aimar Moratalla    |
| 25 | Finlandia (bandiera)      | A     | Elias Ahde         |
| 26 | Finlandia (bandiera)      | C     | Jesse Sarajärvi    |
| 27 | Finlandia (bandiera)      | A     | Aleksis Lehtonen   |
| 31 | Finlandia (bandiera)      | P     | Paavo Valakari     |
| 33 | Estonia (bandiera)        | P     | Mihkel Aksalu      |
| 35 | Costa d'Avorio (bandiera) | D     | Abdoulaye Méïté    |
| 42 | Finlandia (bandiera)      | C     | Emil Lidman        |
| 53 | Finlandia (bandiera)      | D     | Joona Ala-Hukkala  |
| 58 | Finlandia (bandiera)      | C     | Mehmet Hetemaj     |
| 63 | Finlandia (bandiera)      | C     | Arttu Aromaa       |

## Risultati

### Liigacup

#### Finale
| Arbitro: | Dennis Antamo |

|                                             |                      |                                           |
| Erëmenko Rahimi Riski Laaksonen Tahvanainen | Tiri di rigore 3 – 4 | Rafael Tuominen Multanen Kärkkäinen Sesay |

### Suomen Cup

#### Finale
| Arbitro: | Jari Järvinen |

|                                                                    |                      |                                                                     |
| Riski 74’                                                          | Marcatori            | 49’ Morelos                                                         |
| Lehtinen Vales Hurme Aimar Laaksonen Ngueukam Penninkangas Hetemaj | Tiri di rigore 7 – 6 | Forssell Pelvas Morelos Rafinha Tatomirović Dahlström Annan Jalasto |

### UEFA Champions League

#### Secondo turno
| Arbitro: | Andris Treimanis |

|                         |           |  |
| Kendyš 32’ Radyënaŭ 68’ | Marcatori |  |

| Arbitro: | Bastian Dankert |

|                        |           |                        |
| Ngueukam 44’ Riski 61’ | Marcatori | 15’ Karnickyj 29’ Ríos |

## Statistiche

### Statistiche di squadra
| Competizione          | Punti | In casa | In casa | In casa | In casa | In casa | In casa | In trasferta | In trasferta | In trasferta | In trasferta | In trasferta | In trasferta | Totale | Totale | Totale | Totale | Totale | Totale | DR  |
| Competizione          | Punti | G       | V       | N       | P       | Gf      | Gs      | G            | V            | N            | P            | Gf           | Gs           | G      | V      | N      | P      | Gf     | Gs     | DR  |
| --------------------- | ----- | ------- | ------- | ------- | ------- | ------- | ------- | ------------ | ------------ | ------------ | ------------ | ------------ | ------------ | ------ | ------ | ------ | ------ | ------ | ------ | --- |
| Veikkausliiga         | 57    | 17      | 13      | 1       | 3       | 32      | 13      | 16           | 4            | 5            | 7            | 17           | 23           | 33     | 17     | 6      | 10     | 49     | 36     | +13 |
| Liigacup              | -     | 3       | 3       | 0       | 0       | 4       | 1       | 2            | 1            | 1            | 0            | 2            | 1            | 6      | 4      | 2      | 0      | 6      | 2      | +4  |
| Suomen Cup            | -     | 0       | 0       | 0       | 0       | 0       | 0       | 4            | 3            | 1            | 0            | 12           | 4            | 5      | 3      | 2      | 0      | 13     | 5      | +8  |
| UEFA Champions League | -     | 1       | 0       | 1       | 0       | 2       | 2       | 1            | 0            | 0            | 1            | 0            | 2            | 2      | 0      | 1      | 1      | 2      | 4      | -2  |
| Totale                | -     | 21      | 16      | 2       | 3       | 38      | 16      | 23           | 8            | 7            | 8            | 31           | 30           | 46     | 24     | 11     | 11     | 70     | 47     | +23 |